# Lingulina
Lingulina es un género de foraminífero bentónico de la subfamilia Lingulininae, de la familia Nodosariidae, de la superfamilia Nodosarioidea, del suborden Lagenina y del orden Lagenida. Su especie-tipo es Lingulina carinata. Su rango cronoestratigráfico abarca desde el Cretácico inferior hasta la Actualidad.

## Clasificación
Se han descrito numerosas especies de Lingulina. Entre las especies más interesantes o más conocidas destacan:
- Lingulina aghdarbandi
- Lingulina ampliata
- Lingulina bartrumi
- Lingulina carinata
- Lingulina evansi
- Lingulina tenera
- Lingulina vitrea

Un listado completo de las especies descritas en el género Lingulina puede verse en el siguiente anexo.